# برندیس، آلمان
شهر برندیس، آلمان در ایالت زاکسن در کشور آلمان واقع شده است.